# Федоришин Мирон Семенович
Мирон Семенович Федоришин (нар. 31 грудня, 1944) — український мовознавець, сходознавець, перекладач з японської, англійської, французької мов. Доцент кафедри іноземних мов Національного університету «Львівська політехніка».

## Наукова діяльність
Мирон Федоришин — співавтор серії підручників з англійської мови «Getting on in English. Спілкуємося англійською мовою», а також співавтор першого підручника з японської мови українською мовою (переклад та граматичний коментар до японського підручника японської мови «Minna no Nihongo» (Японська мова для всіх). Окрім того, уклав англо-український словник з українською транскрипцією. Працював над проблемами української транскрипції японської мови.

## Переклади з японської
Серед перекладів Мирона Федоришина з японської мови такі твори:
- поезія хайку (журнал «Всесвіт», № 8, 1984; Японська література: Хрестоматія. Том ІІ (XIV—XIX ст.)/Упорядник Бондаренко І. П. — Київ: Видавничий дім Дмитра Бураго, 2011) зокрема таких поетів як Мацуо Басьо, Йоса Бусон, Кобаясі Ісса;
- поезія танка Акіко Йосано («Всесвіт»,№ 6, 1988), Ісікава Такубоку («Всесвіт», № 10, 1986).
- японські новели (Японська новела: Еґуті Кан. Журавлі. — Кавабата Ясунарі. Німий. — Кікуті Хіросі. Багряне хаорі. — Огава Мімей. Шипшина. — Ісікава Дзюн. Попереднє життя. — Ясуока Сьотаро. Захоплення. — Сімао Тосіо. Хмари весняного неба. — Соно Аяко. Читання крадькома. — Сіґа Наоя. До Абасірі.– Ібусе Масудзі. Краплі. Переклад з японської. «Всесвіт», № 3, 1985)
- прислів'я та приказки (Японські прислів'я та приказки. Переклад з японської. Київ, Вид-во «Дніпро», 1989)
- твори Кавабати Ясунарі:

1. Ясунарі Кавабата. Перший сніг на Фудзі. Переклад з японської. Львів, «Жовтень», № 2, 1973.
2. Ясунарі Кавабата. Сплячі красуні. Переклад з японської. «Всесвіт», № 1-2, 1992.
3. Ясунарі Кавабата. Любовні новели. Переклад з японської. «Всесвіт» № 3-4, 2004.
4. Кавабата Ясунарі. Сплячі красуні: Повість, новели. Переклад з японської. Львів: ЛА «Піраміда», 2007.

- інші прозові твори:

1. Нацуме Сосекі. Серце. Роман. Переклад з японської. «Всесвіт» № 7-8, 2004.
2. Санеацу Мусянокодзі[en]. У персиковім гаю. Переклад з японської. «Всесвіт» № 9-10, 2004.

- а також твори, які увійшли в хрестоматію японської літератури (Японська література: Хрестоматія. Том ІІІ (XIX-XX ст.) / Упорядник Бондаренко І. П. — Київ: Видавничий дім Дмитра Бураго, 2012).

## Нагороди
- Премія «Ars Translationis» (2004)
- Орден Вранішнього Сонця (2012)